# Жуков Роман Володимирович
Роман Володимирович Жуков (нар. 19 квітня 1967, Орел, Російська РФСР, СРСР) — радянський і російський музикант, співак і композитор, екс-учасник гурту «Міраж».

## Біографія
Роман Жуков народився 19 квітня 1967 року в місті Орлі. Закінчивши музичну школу в м. Махачкалі, брав участь у оркестрі при міському Палаці піонерів та школярів. У 1984 році Роман переїхав до Москви і вступив до авіаційного літакобудівного технікуму. Водночас грав у самодіяльному ансамблі «Юність» на електрооргані і навчався в музичному училищі імені Гнесіних.
У 1987 році Жукова запросили клавішником до групи «Міраж». Тоді ж він почав складати пісні разом з Сергієм Кузнєцовим - автором пісень для гурту «Ласковый май». Як композитор-аранжувальник Роман брав участь у записі першого магнітоальбому Світлани Разіної після її відходу з групи «Міраж». У 1988 році Роман пішов з групи і записав дебютний альбом «Пыль мечты». Пісні «Первый снег» та «Ночная даль» приносять йому перший успіх і популярність. На підтримку альбому Жуков робить великий гастрольний тур по містах Росії.
У 1989 році Роман створює групу «Маршал» і випускає другий альбом «Максимальная версия дискотек». Пісня «Я люблю вас, девочки, я люблю вас, мальчики» стала візитною карткою виконавця. У 1990 році колектив дав понад 500 концертів, і газета «Московський комсомолець» назвала Романа Жукова «супергастролером». Третій альбом «Млечный путь» у 1991 році був випущений більш ніж мільйонним тиражем. У 1993 році група «Маршал» розпалася і Роман переїхав до США. З 1995 року він виступав для емігрантів у Німеччині, а наприкінці 1995 року повернувся до Москви. У 1996—1997 роках Жуков жив в Італії і записував версії свого хіта «Я люблю вас, девочки, я люблю вас, мальчики» італійською та англійською мовами.
Повернувшись в 1997 році до Росії, Роман організував власну студію, найвідомішими із записів якої стала серія «Легенди російського диско» і під псевдонімом «Немо» записує альбом «Назад в будущее». У 1999 році Роман видав під своїм ім'ям диск «Возвращение», включивши до нього аранжування своїх пісень і кілька композицій з попереднього альбому. Його пісні знову почали звучати в радіоефірі і здобули шанувальників. Восени 1999 року вже в Росії офіційно вийшла збірка пісень Романа Жукова 1990—1998 років. У 2002 році Роман записав і представив свої нові пісні, а в 2003 році вийшов новий альбом «Синий иней», в 2005 — «Пыль мечты».
У 2011 році Роман Жуков продюсував співачку Paola (Ольга Афанасьєва) і записав їй чотири пісні — «Напоминает», «Твой взгляд», «Цветы на асфальте» та спільну дуетну пісню «Переливы», на яку знято відеокліп (реж. Олена Вінярська).
У 2013 році, вперше за вісім років вийшов новий альбом Жукова «D. I. S. C. O.» У березні 2013 знято відеокліп на заголовну пісню альбому «Диско ночь».

## Особисте життя
З 2005 року був одружений з Оленою Жуковою.
У шлюбі Олена народила семеро дітей, за її бажанням всіх у різних країнах: Поліна (в Москві), Єлизавета-Вікторія (в Лондоні), Микита (в Лімасолі), Анжеліка (в Лос-Анджелесі), Софія-Вікторія (в Ніцці), Вікторія-Елізабет (в Сіднеї) та Стівен Ентоні (в Мюнхені). 19 червня 2012 року п'ятирічна Єлизавета-Вікторія потрапила під гойдалки в Москві і, отримавши несумісну з життям відкриту черепно-мозкову травму, померла в лікарні, не приходячи до тями. На момент загибелі дочки і кремації тіла батьки разом з Софією-Вікторією перебували в Австралії, чекаючи народження Вікторії-Елізабет.
У 2017 році Жуков фактично пішов з сім'ї, переїхавши жити в Сочі, де відкрив свій ресторан.
19 квітня 2019 року подружжя розлучилося.
3 червня 2020 року колишня дружина Романа Жукова звинуватила його в сексуальних домаганнях під час її вагітності, за її словами через цей інцидент у неї стався викидень на шостому тижні вагітності.
21 серпня 2020 року відбулося весілля між Романом Жуковим і моделлю Ольгою Іларіоновою.

## Дискографія
- 1988: «Пыль мечты», магнітоальбом
- 1989: «Максимальная версия дискотек», магнітоальбом
- 1991: «Млечный путь», магнітоальбом
- 1991: «Милый мальчик», грампластинка
- 1994: «Я люблю вас, девочки, я люблю вас, мальчики», магнітоальбом
- 1999: «Возвращение»
- 2000: «Ты не верь мне»
- 2002: «Super Roma»
- 2002: «Новое, лучшее»
- 2003: «Фея»
- 2003: «Синий иней»
- 2005: «Пыль мечты»
- 2013: «D.I.S.C.O.»

## Примітка
1. ↑  Рома Жуков: Гибель дочери объединила нас с женой. sobesednik.ru. Архів оригіналу за 4 лютого 2022. Процитовано 4 лютого 2022.
2. ↑  Дочка Ромы Жукова погибла от удара качелями. www.eg.ru. Архів оригіналу за 4 лютого 2022. Процитовано 4 лютого 2022.
3. ↑  СУХАНОВА, Ирина (7 черв. 2018 р.). Самый многодетный певец России Рома Жуков бросил жену и шестерых детей. kp.ru. Архів оригіналу за 7 червня 2021. Процитовано 7 червня 2021.
4. ↑  Морозова, Оксана (7 черв. 2018 р.). Подруга подкинула проблему. Почему Рома Жуков решил оставить жену и детей. aif.ru. Архів оригіналу за 4 лютого 2022. Процитовано 4 лютого 2022.
5. ↑  Кочергина, Маргарита. Звезда 1990-х Роман Жуков бросил жену с шестью детьми. www.woman.ru. Архів оригіналу за 4 лютого 2022. Процитовано 4 лютого 2022.
6. ↑  ЛИБГАРДТ, Ольга (3 черв. 2020 р.). "Он насиловал меня, поставив лицом к иконам!": жена Ромы Жукова ужаснула признанием. kp.ru. Архів оригіналу за 7 червня 2021. Процитовано 7 червня 2021.
7. ↑  Ирина СУХАНОВА (22 серпня 2020). Бросивший шестерых детей певец Рома Жуков женился на 28-летней модели. kp.ru. Архів оригіналу за 7 червня 2021. Процитовано 25 січня 2021.